# AMX-30D (БРЭМ)
AMX-30D — французская гусеничная БРЭМ, разработанная в 1970-х. Главной задачей бронемашины является эвакуация, ремонт поврежденной техники, проводить погрузочные и земляные работы, Является модификацией танка AMX-30 и был принят на вооружение Франции в 1973 году, окончательно снят в 2011 году в пользу Leclerc DNG. 

## Вооружение
Вооружение AMX-30D состоит из одного пулемёта 7,62 мм AAN F1.

## Конструкция
AMX-30D создан на базе шасси AMX-30. Бронемашина оснащена гидравлическим краном с грузоподъёмностью 12 т, который может поворачиваться на 240 градусов. 
Основная лебёдка способна тянуть 35 т и имеет длину 90 м. Также имеется вспомогательная лебёдка с грузоподъёмностью 3 т. Также AMX-30D имеет бульдозерный отвал, благодаря
которому бронемашина способна расчищать препятствия, рыть рвы. Бульдозерный отвал также может использоваться как стабилизатор во время подъема и поворота крана.
Также техника оснащена буксирными штангами и буксировочными тросами.

## Передвижение
AMX-30D оснащен дизельным двигателем Hispano-Suiza HS-110 с мощностью 720 л.с. Также бронемашина имеет одинаковую заднюю и переднюю скорость.

## Вариации
AMX-30DS (Sahara) — экспортная версия, приспособленная для пустынных условий. Мощность двигателя данной бронемашины была снижена до 620 л.с с целью продления срока службы. Экспортировался на Ближний Восток.
AMX-30DI - улучшенная версия AMX-30D, имеющая кран с грузоподъёмностью 15т.

## Операторы
- Венесуэла — 4 ед. по состоянию на 2015 г.
- Франция — 145 ед. по состоянию на 2015 г.
- Саудовская Аравия  — 57 ед. по состоянию на 2015 г.
- Испания  — 10 ед. по состоянию на 2015 г.